# Скалиця (притока Желобудзького потоку)
Скалиця  (словац. Skalica) — річка; ліва притока Желобудзького потоку, протікає в окрузі Зволен.
Довжина приблизно 5.0-6.0 км. Витік знаходиться в масиві Поляна (біля Горбатої Луки) — на висоті приблизно 790 метрів.
Протікає територією села Очова. Впадає у Желобудзький потік на висоті приблизно 440-445 метрів.